# Serrat dels Codellats
El Serrat dels Codellats és una muntanya de 782,3 metres que es troba al municipi de Pinell de Solsonès, a la comarca catalana del Solsonès.